# Јибин
Јибин (宜宾) град је Кини у покрајини Сичуан. Према процени из 2009. у граду је живело 241.774 становника.

## Становништво
Према процени, у граду је 2009. живело 241.774 становника.
| 1990.   | 2000.   | 2009    |
| ------- | ------- | ------- |
| 216.962 | 235.560 | 241.774 |